# Фердинанд Карл Австрійський (1868—1915)
Фердинанд Карл Людвіг Йозеф Йоганн Марія Австрійський (нім. Ferdinand Karl Ludwig Joseph Johann Maria von Österreich), з 1911 року відомий як Фердинанд Бург (нім. Ferdinand Burg), (нар. 27 грудня 1868 — пом. 10 березня 1915) — ерцгерцог Австрійський з династії Габсбургів,  син ерцгерцога Карла Людвіга та сицилійської принцеси Марії Аннунціати. Генерал-майор австрійської армії (1902). Кавалер численних орденів.
6 серпня 1911, за вимогою імператора Франца Йозефа, відмовився від титула і прав члена династії Габсбургів, узявши ім'я Фердинанд Бург. Залишив віденський двір і решту життя мешкав у Мюнхені та замках Розенштайн і Роттенштайн у Тиролі.

## Біографія
Народився 27 грудня 1868 року у Відні. Був третім сином і третьою дитиною в родині ерцгерцога Австрійського Карла Людвіга та його другої дружини Марії Аннунціати Бурбон-Сицилійської. Мав старших братів Франца Фердинанда та Отто Франца, а також сестру Маргариту Софію, меншу від нього на півтора роки.

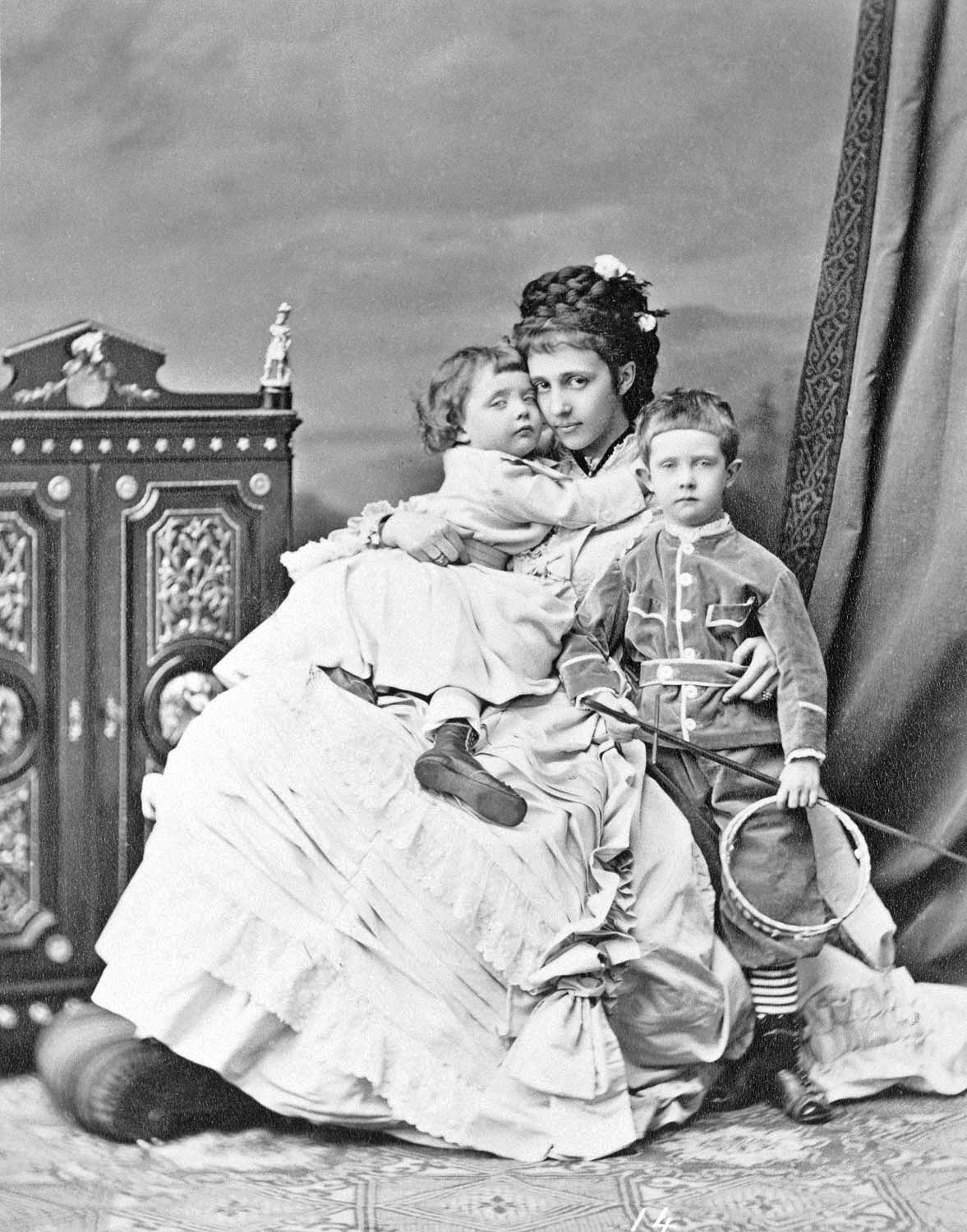
Фердинанд Карл із мачухою та сестрою, 1873, світлина Людвіга Анґерера, Королівська колекція

У віці 2 років втратив матір. Та померла зовсім молодою від туберкульозу. Батько невдовзі уклав третій шлюб із представницею династії Браганса, Марією Терезією, яка була донькою скинутого короля Португалії Мігела I. Від цього союзу у Фердинанда Карла були дві єдинокровні сестри, Марія Аннунціата та Єлизавета Амалія. Любові між батьком та мачухою не було, проте жінка дуже турботливо ставилася до пасинків і підтримувала їх протягом усього життя. Фердинанд Карл був її улюбленцем. Дитинство ерцгерцога пройшло в основному в маєтку Райхенау та замку Артштеттен.
Після загибелі ерцгерцога Рудольфа у січні 1889 року, батько Фердинанда Карла став кронпринцом Австро-Угорщини, а після його смерті у травні 1896 — титул наслідував старший брат Франц Фердинанд.
Фердинанд Карл вважався найвродливішим у сім'ї, його любили також за велику привітність, щедрість та доброту. Мав тендітну статуру та скромний характер. 
Все життя цікавився літературою та музикою, з ранніх років мав потяг до театру. Хоча він, як і належало згідно статусу, пройшов відповідну військову підготовку в імператорській армії, його найзаповітнішим бажанням було стати директором Бурґтеатру. Однак, як ерцгерцогу, для нього це не було можливим. Зібрав велику бібліотеку. Товаришував переважно з людьми науки.
Його військова кар'єра почалася зачисленням лейтенантом до 4-го Уланського полку. У 1889 році він отримав чин оберлейтенанта. У 1898 році був уже полковником, а згодом став генерал-майором, командуючим 18-ю піхотною бригадою. Однак, оскільки ерцгерцог успадкував від матері хворобу легенів, у жовтні 1904 року був змушений залишити армію через стан здоров'я.
Ще у 1902 році на віденському балу техніків (нім. Wiener Technikerball), патроном якого був, Фердинанд Карл зустрів Берту Марію Чубер, доньку професора математики Емануеля Чубера, який викладав у Віденському технічному університеті. Коли чутки про їхні стабільні стосунки дійшли імператора Франца Йозефа, той попросив племінника розлучитися з коханою. Аби виграти час, Фердинанд Карл погодився на всі вимоги, але натомість узяв із дівчиною морганатичний шлюб.

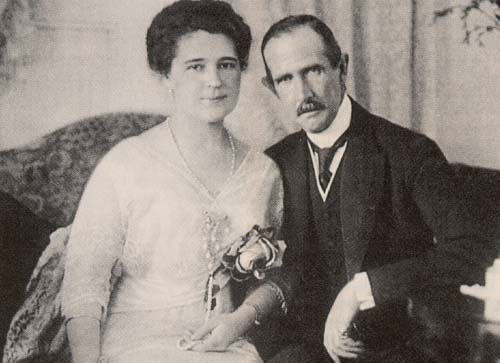
Фердинанд Карл із дружиною, між 1910 та 1912 роками

40-річний ерцгерцог та 29-річна Берта Марія таємно обвінчалися у швейцарському місті Кур. Весілля пройшло 15 серпня 1909. На відміну від свого брата Франца Фердинанда, який у 1900 році також уклав морганатичний шлюб із Софією Хотек, Фердинанд Карл зробив це без відома чи згоди імператора. Молодята постійно подорожували, тому ані родичі, ані друзі не мали підозр про їхні стосунки. Зрештою, у 1911 році ерцгерцог зізнався імператору про свій шлюб.
За вимогою Франца Йозефа, відмовився від титула і прав члена династії Габсбургів, а також воєнного чину. Його ім'я було також виключене з будь-яких офіційних актів, які стосувалися імператорської сім'ї. Про зречення було повідомлено у «Wiener Abendpost» від 17 листопада 1911 року. Надалі мешкав як приватна особа, узявши ім'я Фердинанд Бург, на честь псевдоніма батька, який той використовував під час подорожей. Залишивши віденський двір, провів решту життя разом із дружиною у Мюнхені та замках Розенштайн і Роттенштайн у Тиролі.. Натомість отримував солідне фінансове утримання. Шлюб виявився дуже щасливим, але залишився бездітним.
Після зречення відвідав Відень лише раз, аби бути присутнім на панихидах за загиблим у Сараєво братом і невісткою влітку 1914 року.
В останні роки страждав від нападів гарячки та слабкості. Його вірно доглядала дружина. Марія Терезія приїхала з Відня, аби бути присутньою на смертному одрі пасинка і також допомагала доглядати його. Фердинанд Карл пішов з життя 10 березня 1915 року у Мюнхені. Був похований на парафіяльному цвинтарі Унтермайзеру. За три роки тіло перепоховали у крипті старовинної церкви Марії Трост в Мерано.
Після його смерті Марія Терезія забрала удову із собою у замок Рейхштадт, де вони жили протягом кількох місяців.
Берта Чубер більше заміж не виходила, згодом продовжувала мешкати в Мерано і пішла з життя у віці 99 років у замку Роттенштайн. Похована поруч із чоловіком.

## Нагороди
- Орден Золотого руна (Австро-Угорщина) (1884);
- Медаль «За військові заслуги» на червоній стрічці (Австро-Угорщина);
- Великий хрест ордену Вюртемберзької корони (Вюртемберзьке королівство) (1893);
- Орден Святого Губерта (Баварське королівство) (4 червня 1897);
- Великий хрест ордену Білого Орла (Сербське князівство) (3 жовтня 1898);
- Хрест «За військові заслуги» (Австро-Угорщина) (30 листопада 1898);
- Великий хрест ордену Карлоса III (Королівство Іспанія (21 травня 1900);
- Орден хризантеми (Японія) (6 травня 1901);
- Великий хрест ордену Білого Сокола (Велике герцогство Саксен-Веймар-Айзенаське) (18 червня 1901);
- Орден Червоного орла (Прусське королівство) (23 листопада 1901);
- Великий хрест ордену Святого Йосипа (Велике герцогство Тосканське);
- Орден Рутової корони (Саксонське королівство);
- Орден Андрія Первозванного (Російська імперія);
- Орден Святого Олександра Невського (Російська імперія);
- Орден Білого Орла (Російська імперія);
- Орден Святої Анни 1-го ступеня (Російська імперія);
- Орден Святого Станіслава 1-го ступеня (Російська імперія).